# Aeroportul Brisbane
Aeroportul Brisbane (IATA: BNE, ICAO: YBBN) este un aeroport din Queensland, Australia ce deservește zona Brisbane. Aeroportul a fost tranzitat în 2022 de 16.905.697 de pasageri. A fost deschis în 1928 și numit după zona deservită.
Situat la o altitudine de 4 m, aeroportul dispune de 2 piste.

## Infrastructură

### Piste
Aeroportul dispune de 2 piste. Pista 01R/19L are suprafața de asfalt și dimensiunile 3.560 m × 45 m. Pista 14/32 are suprafața de asfalt și dimensiunile 1.760 m × 30 m. 